# Rödstrupig tangara
Rödstrupig tangara (Compsothraupis loricata) är en fågel i familjen tangaror inom ordningen tättingar.

## Utseende och läte
Rödstrupig tangara är en relativt stor medlem av familjen som mer påminner om en trupial. Hanen är glansigt svart med lysande röd strupe, vilket honan saknar. Sången påminner också om trupialers, ett högljutt "chirt" upprepat under långa perioder. Den skiljs bäst genom dess trubbigare och mer böjda näbb.

## Utbredning och systematik
Fågeln förekommer i det torra inre nordöstra Brasilien. Den placeras som enda art i släktet Compsothraupis. 

## Levnadssätt
Rödstrupig tangara hittas i torr och buskig skog som caatinga, galleriskog och öppna områden, vanligen nära vatten. Den ses i par eller smågrupper.

## Status
Arten har ett stort utbredningsområde och beståndet anses stabilt. Internationella naturvårdsunionen IUCN listar den därför som livskraftig (LC).